# Balada nº 2 (Liszt)
La Balada nº 2 en Si menor, S.171, es una obra para piano solo de Franz Liszt escrita entre los años 1853 y 1854 y publicada por primera vez en 1854 bajo el sello Kistner. La obra, una de las más conocidas e interpretadas del compositor, está dedicada al conde Karl von Leiningen, hermanastro de la Reina Victoria de Inglaterra y a su vez cuñado del Príncipe Eugen Wittgenstein, a quien dedicó su primera balada en 1849.
Liszt escribió la segunda de sus dos baladas en Weimar, en uno de los periodos más significativos de su actividad creadora, en la misma época que compuso dos de sus obras más conocidas: la “Sonata en si menor” y la “Sinfonía Fausto”, y también la mayor parte de sus rapsodias húngaras. Todas estas obras destacan por la utilización de diferentes planos y un control similar del desarrollo de la idea musical que destierra todo virtuosismo superfluo que pudiera considerarse decorativo.
La balada fue compuesta justamente después de la Sonata y en la misma tonalidad. Comienza con una primera sección donde se alternan dos planos contrapuestos, el primero atormentado y más agitado donde se presenta el tema principal y el segundo con un componente mucho más lírico y calmado, separados por un fragmento con reminiscencias corales. Al igual que en la primera balada, Liszt incluye un tema de marcha que contrasta con el material previo. Tras unos episodios que alternan siempre los dos mundos planteados al inicio, el tema inicial aparece transformado en la tonalidad mayor y lo reitera cada vez con mayor grandiosidad. La conclusión de la obra es uno de los aspectos más interesantes. El manuscrito del propio Liszt que se conserva, el que regaló a su alumno Karl Klindworth, ejemplifica su inclinación a repensar constantemente sus textos musicales incluso hasta la etapa final de la publicación, donde el manuscrito y la primera edición difieren dramáticamente en ciertos pasajes. En este caso se conservan hasta tres finales distintos para la pieza, dos de los cuales se encuentran en el manuscrito, uno de ellos tiene una conclusión brillante en ff, mientras que el más interpretado es el final que se desvanece suavemente, en pp. La revisión de Liszt del final fue publicada en un suplemento del volumen 5 de la revista 'Die Musik'. Tanto en esta balada como en la Sonata, la decisión a favor de un final delicado es una decisión de concepción compositiva alejada de idea virtuosística de los finales espectaculares.

## Inspiración de la balada
A pesar de que debería ser considerada música pura ya que Liszt no hizo referencia explícita a ideas extramusicales, ha sido bastante aceptada la idea de que esta balada podría haber sido inspirada por la balada gótica “Lenore” del poeta alemán Gottfried August Bürger.  Sin embargo, Claudio Arrau defiende una tradición cuyo origen parece proceder de los últimos alumnos de Liszt según la cual esta obra estaría inspirada en el mito de Hero y Leandro, cuyo paralelismo preciso entre situaciones y acontecimientos del mito y momentos individuales de la balada es explicado en el libro “Conversaciones con Arrau" de Joseph Horowitz. La discusión podría durar eternamente, puesto que a pesar de que es por todos conocida la pasión de Franz Liszt por la literatura y la mitología, no existe ningún documento que a día de hoy acredite una intención programática del compositor. Lo que es innegable es la capacidad evocadora del material sonoro, donde no es descabellado pensar que el comienzo cromático de la mano izquierda pueda hacer referencia al movimiento de vaivén de las olas del mar, como pasa con las cuerdas en la obertura de “El Holandés Errante” de Richard Wagner.